# Max Court
Eduard Hubert Max Court (* 10. April 1884 in München-Gladbach; † 22. März 1915 in Hannover) war ein deutscher Flugpionier.

## Familie und Ausbildung
Max Court war ein Sohn des Dürener Landesbauinspektors Hubert Alexander Court (* 9. Januar 1846 in Siegburg) und dessen Ehefrau Clara Hofstadt (* 25. August 1862 in Lindlar). Vorfahren beider Elternteile lebten seit langer Zeit in Lindlar:
- Die Familie Court geht zurück auf Johannes Court (* 21. Juni 1668 in Altenrath), der im selben Jahr in das Taufbuch von Lindlar eingetragen wurde. Das Familienmitglied Peter Michael Court (* 13. März 1736 in Lindlar) war von 1738 bis 1797 Schultheiß-Verwalter des Amtes Steinbach. Sein Sohn Franciscus Alexander Court (* 26. April 1770 in Elverfeld) war von 1815 bis 1836 Lindlarer Bürgermeister. Sein Sohn Eduard Gustav Joseph Court (* 17. Februar 1816 in Lindlar) arbeitete als Kreisbaumeister in Siegburg.
- Ein Mitglied der Familie Hofstadt ist im Jahr 1665 als „Hofstedt“ im Taufbuch von Lindlar zu finden. Johann Wilhelm Hoftstadt (* 29. Oktober 1824 in Hartegasse) wirkte als Großvater Max Courts von 1851 bis 1890 als Lindlarer Bürgermeister.

Courts Eltern wohnten zur Zeit seiner Geburt aus beruflichen Gründen nicht im Bergischen Land. Nach dem frühen Tod seines Vaters zog er 1887 mit der Mutter und seiner Schwester Else zu seinen Großeltern und zwei Tanten nach Lindlar. Hier wuchs er in einem Eckhaus Am Frohnhofsgarten/Friedhofstraße auf und besuchte eine Volks-, später eine Rektoratsschule. Da in Lindlar und dem nahen Umland kein Gymnasium existierte, lebte er danach bei seiner Tante Adele Rommeler, geborene Hofstadt in Jülich. Später zog seine Mutter mit ihren Kindern in die Kölner Engelbertstraße. Court lernte hier am Gymnasium Kreuzgasse und verließ dieses mit dem Reifezeugnis.
Court beschäftigte sich während seiner Zeit als Gymnasiast mit dem Automobilbau und bekam in diesem Fachgebiet ein Deutsches Reichspatent für eine sehr gute Erfindung. Nach dem Schulbesuch arbeitete er anderthalb Jahre praktisch und besuchte anschließend die Technische Hochschule Hannover. Nach dem ersten Examen absolvierte er ein Praktikum bei Humboldt-Kalk in Köln. Danach studierte er Maschinenbau an der Technischen Hochschule in Aachen. Anschließend absolvierte er in Saarlouis seinen Militärdienst beim Feldartillerie-Regiment „von Holtzendorff“ (1. Rheinisches) Nr. 8, in dem er bis zum Vize-Wachtmeister befördert wurde. Einem Zeugnis ist zu entnehmen, dass er „verspräche, ein sehr brauchbarer Offizier zu werden.“ Im August 1912 hielt er sich mit dem Regiment bei einem Manöver in Lindlar auf und holte dort eine verpflichtende Übung nach.

## Wirken als Ingenieur
Court konstruierte eine Sonderanfertigung eines Autos, das sein Onkel Victor 1908 bei Daimler in Gaggenau kaufte und das er später übernahm. Er besuchte die Automobilausstellung in Paris und schrieb darüber für die Zeitschrift „Der Motorwagen“. Außerdem nahm er an Prinz-Heinrich-Fahrten teil.
Danach beschäftigte sich Court mit dem Bau von Flugzeugen. Er konstruierte einen Eindecker für Kühlstein, der während der Herbstflugwoche am 6. Dezember 1912 in Berlin abstürzte. Kühlstein zog sich daraufhin aus dem Flugzeugbau zurück. Court gründete eine eigene Firma mit Sitz am Flugplatzschuppen Nr. 11 am Flugplatz Johannisthal. Anfang 1912 baute er binnen vier Wochen ein neues Flugzeug. Danach konstruierte er in Frankreich für die Verwaltung des dortigen Heeres kleine, schnelle und wendige Beobachtungsflugzeuge, die in der Feldartillerie eingesetzt werden sollten. Damit erregte er das Aufsehen Gustave Eiffels, der ihm anbot, für ihn zu arbeiten. Aufgrund der zunehmend angespannten politischen Situation entschied sich Court jedoch für eine Rückkehr nach Berlin.
Anfang 1912 stellte Court den Piloten Richard Schmidt ein. Dieser nahm wenig später mit einem von Court in Frankreich gebauten Flugzeug an den Schnelligkeits-Überflügen der großen Krupp-Flugwoche teil, die vom 4. bis zum 11. August in Gelsenkirchen stattfanden. Dabei flog er durchschnittlich 180 km/h und gewann die beiden ersten Preise. Court konstruierte danach wiederholt kostspielig neue Flugzeuge. In einem Brief vom 26. Mai 1913 bot er dem Artilleriegeneral von Gallwitz an, höchst leistungsfähige Spezialmaschinen zu liefern und eine Flugschule einzurichten. Die Militärs urteilten, dass Courts Flugzeuge schnell, die Anlaufzeit jedoch zu lang und die Tragfähigkeit der Apparate nicht ausreichend seien.
1913/14 stellte Court an die Daimler-Motoren Rechnungen für Flugzeugbauten aus und schloss Verträge mit Flugschülern. Bei einem Dreiecksflug vom 4. Juni 1914, der von Leipzig über Dresden nach Berlin führte, gewann sein Eindecker den dritten Preis. Nach dem Ausbruch des Ersten Weltkriegs musste er sich am zweiten Tag der Mobilmachung in Mainz einfinden und diente als Verpflegungsoffizier im Fußartillerie-Regiment Nr. 15. Während der Schlacht an der Marne arbeitete er im Aufklärungs- und Meldedienst und wurde verletzt.
Nachdem er seine Verletzungen auskuriert hatte, sollte Court auf dem Militärflughafen von Hannover Flugschüler der Flieger-Ersatzabteilung anlernen. Außerdem beschäftigte er sich mit den bereits fertiggestellten oder noch im Bau befindlichen Geräten aus seiner Zeit als Unternehmer in Johannisthal, wo er sein Unternehmen unmittelbar nach der Einberufung zum Kriegsdienst abgemeldet hatte. Am 22. März 1915 unternahm er einen Probeflug mit einem reparierten Euler-Doppeldecker, bei dem er aufgrund eines nicht funktionierenden Höhenruders abstürzte und verstarb.